# Naturschutzgebiet Großer und Westufer Kleiner Zeschsee
Das  Naturschutzgebiet Großer und Westufer Kleiner Zeschsee ist ein 107 ha großes Naturschutzgebiet im südlichsten Teil des Gemeindegebietes der Stadt Zossen (Landkreis Teltow-Fläming, Brandenburg). Das Naturschutzgebiet dient der Erhaltung von Niederungs- und Quellbereichen in der Nuthe-Notteniederung. Es wurde 1999 eingerichtet.

## Geographische Lage
Das Naturschutzgebiet liegt im südlichen Teil des Ortsteils Lindenbrück der Stadt Zossen bzw. auf der früheren Gemarkung von dessen Gemeindeteil Zesch am See. Es umfasst den Großen Zeschsee, das Westufer des Kleinen Zeschsees sowie deren Randbereiche. Lage und Grenzen sind in der Topographischen Karte 1 : 25.000 eingezeichnet.

## Schutzzweck
Die Verordnung über das Naturschutzgebiet „Großer und Westufer Kleiner Zeschsee“ wurde vom Ministerium für Landwirtschaft, Umweltschutz und Raumordnung des Landes Brandenburg am 14. Dezember 1999 erlassen. Der Schutzzweck ist die "Erhaltung von Niederungs- und Quellbereichen im regionalen Biotopverbund innerhalb der Nuthe-Notteniederung."

„Die Unterschutzstellung dient daher insbesondere:
- der dauerhaften Sicherung und Erhaltung von
  - oligo- bis mesotrophen Gewässern mit benthischen Armleuchteralgenbeständen als Lebensraumtyp nach Anhang I der Richtlinie 92/43/EWG des Rates zur Erhaltung der natürlichen Lebensräume sowie der wildlebenden Tiere und Pflanzen ("Fauna-Flora-Habitatrichtlinie"),
  - kalkreichen Sümpfen mit Schneide (Cladium mariscus), Moorwäldern sowie Erlen- und Eschen-Wäldern an Fließgewässern (Restbestände) als prioritäre Lebensraumtypen nach Anhang I der Richtlinie 92/43/EWG des Rates zur Erhaltung der natürlichen Lebensräume sowie der wildlebenden Tiere und Pflanzen ("Fauna-Flora-Habitatrichtlinie");
  - der Erhaltung weiterer stark gefährdeter Vegetationsformen, Pflanzengesellschaften und besonders geschützter Pflanzenarten der Quellen wie Quellfluren und Winkelseggen-Erlen-Eschenwald, der reichen Feuchtwiesen und deren Auflassungsstadien, der Standgewässer, insbesondere der Schwimmblatt-, Röhricht-, Armleuchteralgen- und Laichkrautgesellschaften und der Weidengebüsche;
  - der Erhaltung des Gebietes als Zufluchtsort und als potenzielles Wiederausbreitungszentrum bestandsbedrohter Tierarten und Tierartengemeinschaften wie Vögel, hier insbesondere der an Gewässer und Feuchtgebiete gebundenen Arten und der Höhlenbewohner, sowie von Amphibien und Reptilien;
  - der Erhaltung aus wissenschaftlichen Gründen als Gegenstand der landschaftsökologisch orientierten Forschung.“

## Belege
1. 1 2 3  Verordnung über das Naturschutzgebiet „Großer und Westufer Kleiner Zeschsee“ vom 14. Dezember 1999
2. ↑  Brandenburg-Viewer